# Another Perfect Day
Another Perfect Day är hårdrocksgruppen Motörheads åttonde album, utgivet i juni 1983. På albumet användes Brian Robertson, tidigare i Thin Lizzy, som gitarrist istället för Eddie Clarke som hoppat av året innan.

## Låtlista
1. "Back at the Funny Farm" - 4:14
2. "Shine" - 3:11
3. "Dancing on Your Grave" - 4:29
4. "Rock It" - 3:55
5. "One Track Mind" - 5:55
6. "Another Perfect Day" - 5:29
7. "Marching Off to War" - 4:11
8. "I Got Mine" - 5:24
9. "Tales of Glory" - 2:56
10. "Die You Bastard!" - 4:25
11. "Turn You Round Again" - 3:57
12. "(I'm Your) Hoochie Coochie Man" - 6:31
13. "(Don't Need) Religion" - 2:54